# Hasan al-Banna
Hasan al-Banna (in arabo حسن البنا ‎?, Ḥasan al-Bannāʾ, chiamato per rispetto dai suoi seguaci Imam Ḥasan al-Bannā; Maḥmūdiyya, 14 ottobre 1906 – Il Cairo, 12 febbraio 1949) è stato un politico e religioso egiziano, ideologo e fondatore dei Fratelli Musulmani, uno dei più importanti e influenti movimenti politici e religiosi del mondo islamico.

## Biografia
Nato a Maḥmūdiyya, in Egitto, un piccolo villaggio a nord-ovest del Cairo. Suo padre, lo sceicco Ahmad al-Banna, era un rispettato imam e insegnante nella locale moschea e aveva seguito gli studi alla Università religiosa di al-Azhar, scrivendo numerosi articoli e libri riguardanti la tradizione religiosa islamica. Nonostante i suoi genitori avessero alcune proprietà (suo padre possedeva anche un laboratorio dove riparava orologi e grammofoni), la famiglia di al-Banna visse periodi difficili economicamente, soprattutto dopo il loro trasferimento nella capitale del Cairo nel 1924. Come molti altri immigrati, anche la famiglia di Hasan al-Banna trovò un clima culturale scarsamente aderente ai dettami della Legge islamica e una situazione sociale nella quale l'artigianato era progressivamente schiacciato dalla nascente industrializzazione.
Raggiunta l'età di 12 anni, dopo aver cominciato i suoi studi nella scuole al-Rashad, Ḥasan divenne discepolo di una confraternita sufi di cui divenne ufficialmente un adepto nel 1922. All'età di 13 anni il giovanissimo al-Banna partecipò alle dimostrazioni contro il governo britannico nei moti rivoluzionari del 1919.
Nel 1923 all'età di 16 anni entrò nell'istituto di studi superiori religioso Dār al-ʿUlūm, raggiungendo i genitori al Cairo. La vita nella capitale gli offrì la possibilità di partecipare a numerose attività e di incontrare importanti figure del mondo religioso islamico, tuttavia Hasan al-Banna venne negativamente impressionato dal processo di occidentalizzazione e di secolarizzazione della società egiziana. I quattro anni trascorsi da Hasan al-Banna nella capitale lo immersero nei fermenti politici della città sorti agli inizi degli anni venti che collaborarono ad accrescere il suo sentimento di condanna contro il processo filo-occidentale dell'Egitto. Fu proprio mentre studiava al Cairo che al-Banna entrò in contatto con il riformismo islamico, detto Salafiyya.
Sei anni dopo la sua completa iniziazione al sufismo (1922), nel 1928, al-Banna fondò i Fratelli Musulmani, che già un decennio dopo contavano oltre mezzo milione di membri. La società divenne oggetto di dure repressioni che sfociarono nell'omicidio del Primo ministro egiziano Mahmud al-Nokrashi Pascià all'inizio del 1949, esplicitamente condannato da parte di al-Banna.
Al-Banna fu ucciso al Cairo, assieme al cognato, il 12 febbraio dello stesso anno. Si ha motivo di credere che sia stato assassinato da elementi, rimasti ignoti, dei Servizi Segreti egiziani (Mukhābarāt), ma non esistono fonti affidabili per poter attribuire la responsabilità dell'attentato ad Anwar al-Sadat, all'epoca giovane ufficiale dei servizi segreti di re Fārūq.